# Associação de Estudantes da Faculdade de Medicina de Lisboa
A Associação de Estudantes da Faculdade de Medicina de Lisboa (AEFML), fundada a 30 de Setembro de 1914, é uma das mais antigas associações estudantis de Portugal. É uma associação sem fins lucrativos que tem por objetivo a defesa dos interesses dos estudantes da Faculdade de Medicina da Universidade de Lisboa (FMUL) na vida escolar e na sociedade em geral. Estatutariamente, todos os estudantes inscritos na FMUL têm o direito de participação democrática na vida associativa, designadamente o de elegerem e serem eleitos para cargos associativos.
A AEFML constitui-se atualmente como legítima representante oficial dos cerca de 2800 estudantes dos dezanove cursos de ensino superior público ministrados na FMUL:
Cursos de Ensino Pré-graduado: (2288 alunos)
- Mestrado Integrado em Medicina (2189 alunos)
- Licenciatura em Ciências da Nutrição (99 alunos)

Cursos de Ensino Pós-graduado: (617 alunos)
- Doutoramento em Neurociências (16 alunos)
- Doutoramento em Medicina (61 alunos)
- Doutoramento em Ciências Biomédicas (126 alunos)
- Doutoramento em Ciências e Tecnologias da Saúde (22 alunos)
- Especialização pós-licenciatura em Introdução à Investigação Clínica: Curso Prático (8 alunos)
- Especialização pós-licenciatura em Medicina Dentaria Forense (10 alunos)
- Especialização pós-licenciatura em Epidemiologia (11 alunos)
- Mestrado em Epidemiologia (15 alunos)
- Mestrado em Nutrição Clínica (69 alunos)
- Mestrado em Cuidados Paliativos (68 alunos)
- Mestrado em Neurociências (46 alunos)
- Mestrado em Doenças Metabólicas e Comportamento Alimentar (29 alunos)
- Mestrado em Investigação Biomédica (20 alunos)
- Mestrado em Oncobiologia (10 alunos)
- Mestrado em Medicina Hiperbárica e Subaquática (12 alunos)
- Mestrado em Microbiologia Clínica e Doenças Infecciosas Emergentes (20 alunos)
- Mestrado em Reabilitação Cardiovascular (45 alunos)
- Mestrado em Imagiologia Cardiovascular (12 alunos)
- Mestrado em Investigação Clínica (17 alunos)

## Atribuições
De acordo com os seus Estatutos, são atribuições da AEFML:
- Defender os interesses dos estudantes e representá-los em todas as manifestações e atividades escolares;
- Promover a integração dos estudantes na vida universitária e académica;
- Colaborar na ação educativa da faculdade;
- Contribuir para a formação humana, científica, cultural e física dos estudantes;
- Participar na definição da política educativa da faculdade;
- Participar no processo de elaboração de legislação sobre o ensino, designadamente através da emissão de pareceres;
- Intervir na gestão dos espaços de convívio e outros afetos a atividades culturais, sociais e desportivas;
- Desenvolver atividades conducentes a uma maior ligação dos estudantes com a realidade socioeconómica, cultural, política e científica;
- Cooperar com todas as organizações estudantis nacionais e estrangeiras cujos princípios não contrariem os definidos nos seus estatutos.

## Órgãos
A AEFML é composta pelos quatro seguintes órgãos sociais, eleitos anualmente por sufrágio universal, direto e secreto com exceção do Conselho de Representantes.

### Mesa da Reunião Geral de Alunos
É constituída por um Presidente, um Vice-presidente e um Secretário. São competências deste órgão convocar, divulgar e conduzir as Reuniões-gerais de Alunos (RGA), e ainda as eleições dos órgãos sociais da AEFML.
As RGA atuam como órgão deliberativo máximo da AEFML, sendo compostas por todos os seus estudantes, e reunindo ordinariamente três vezes por ano para apresentação, discussão e votação do Plano de Atividades e Orçamento, Normas de Tesouraria e ainda do Relatório de Atividades e Contas da Direção, bem como para Apresentação do Regulamento Interno das Secções e do Regulamento Interno da Direção. Podem, no entanto, ser convocadas a título extraordinário a pedido da Direção, do Conselho Fiscal, da Mesa da assembleia-geral, de um mínimo de 10% dos estudantes da FMUL, de um associado que tenha sido objeto da aplicação de uma sanção disciplinar ou da Comissão Eleitoral.

### Direção
A Direção é o órgão executivo máximo da AEFML. É composta por um número ímpar de elementos eleitos anualmente, divididos por dez departamentos e a secção de Secretariado, e tem como principais atribuições representar a AEFML dentro e fora da faculdade, realizar atividades em conformidade com o seu Plano de Atividades e Orçamento e executar as deliberações tomadas em Reunião-geral de Alunos (RGA).

### Conselho Fiscal
É constituído por cinco elementos, sendo um Órgão de natureza consultiva e fiscalizadora, ao qual compete verificar o cumprimento dos Estatutos, dos Regulamentos, dos Planos de Atividades e do Orçamento da DAEFML, e elaborar respetivos pareceres, exercendo a sua atividade de forma independente de qualquer outro dos Órgãos Sociais

### Conselho de Representantes
O Conselho de Representantes é o órgão da AEFML responsável por estabelecer a comunicação entre todas as estruturas de representação dos estudantes da FMUL, promovendo a discussão de assuntos de interesse comum e a construção de uma visão estratégica para a FMUL, sendo constituído pelo Presidente da Direção, por um representante dos discentes do Conselho de Escola, por um representante dos discentes do Conselho Pedagógico e por um representante legítimo de cada ano, que deve pertencer à Comissão de Curso sempre que esta existir.

## Departamentos e Secção de Secretariado
A Direção pode criar na sua dependência direta Departamentos e Secções com áreas de atuação específicas. Seguem-se os Departamentos e Secções administrativas existentes até à data de Novembro de 2021.

### Departamento de Gestão e Tesouraria

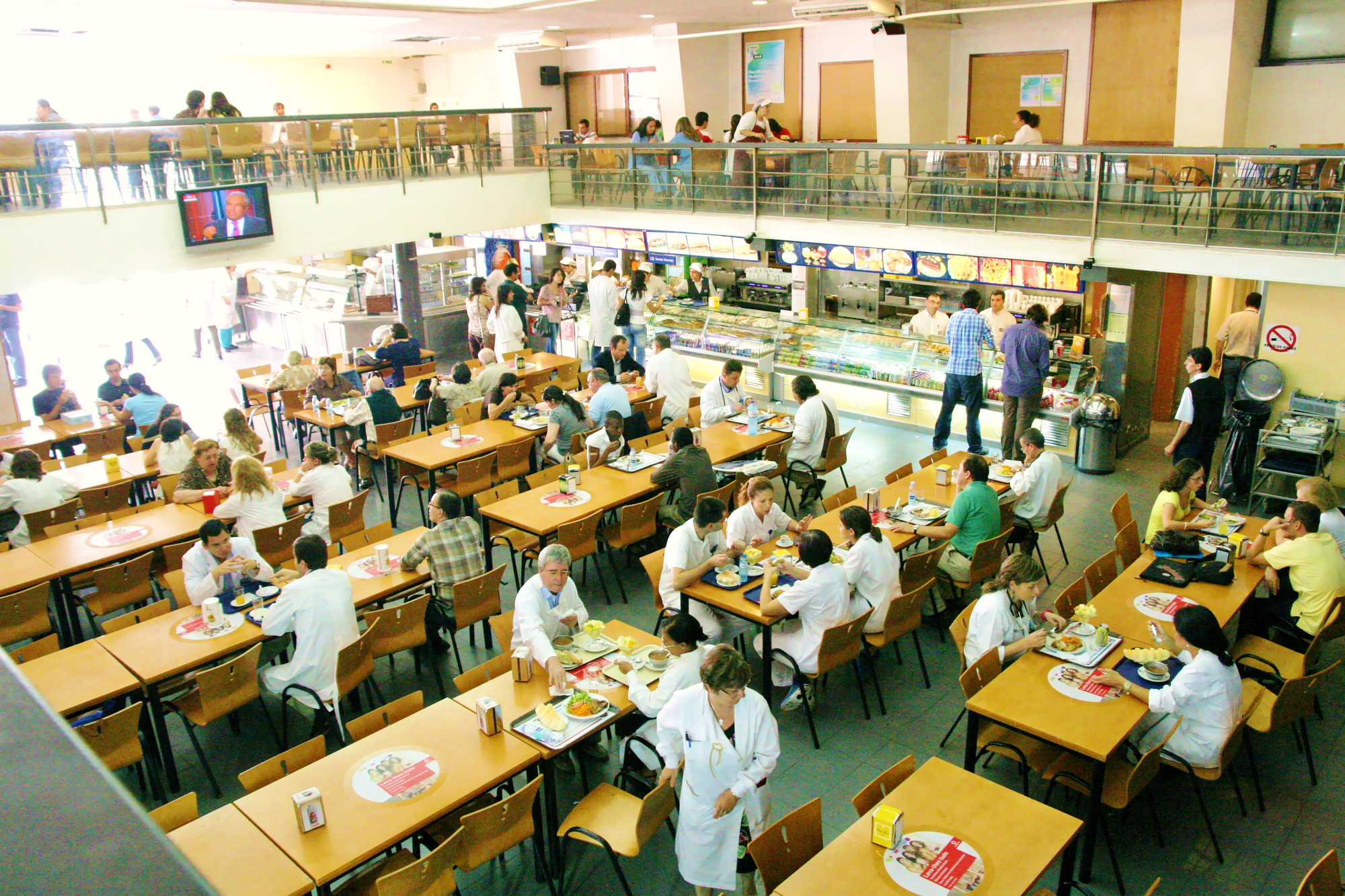
Sala de Alunos da AEFML

Ocupa-se da gestão dos recursos financeiros, logísticos e humanos da AEFML, aplicando-os com o máximo proveito para os seus sócios e comunidade estudantil em geral.  

### Departamento de Pedagogia e Educação Médica
A Pedagogia e a Educação Médica constituem áreas que procuram responder às preocupações dos estudantes na principal matéria que ocupa o seu tempo na nossa faculdade: a sua aprendizagem. Torna-se urgente procurar responder aos atuais e futuros desafios na Medicina e na Saúde em Portugal, passando pela educação de médicos com voz ativa e preparados para o futuro, e é mediante esta missão que o Departamento de Pedagogia e Educação Médica estrutura a sua ação.
Assim, tendo em conta a linha transversal do departamento que são os Estudantes, o mesmo desenvolve a sua atividade mediante quatro linhas orientadoras, começando pelo fortalecimento de projetos próximos dos estudantes, que o departamento tem vindo a desenvolver ao longo dos anos com o objetivo de os capacitar e envolver na vida estudantil, abrindo espaço para a criação de novas dinâmicas ou ferramentas e para o fortalecimento da divulgação de iniciativas.
Além desta, assumem enorme relevância a representação e defesa dos interesses dos estudantes no âmbito de um Ensino justo e de qualidade, junto dos diversos grupos de trabalho e estruturas da faculdade; a contínua aproximação aos Órgãos de Representação da faculdade; e a participação ativa na Representação Externa da AEFML, nomeadamente ao nível do Grupo de Trabalho em Educação Médica da ANEM.

### Departamento de Relações Internacionais

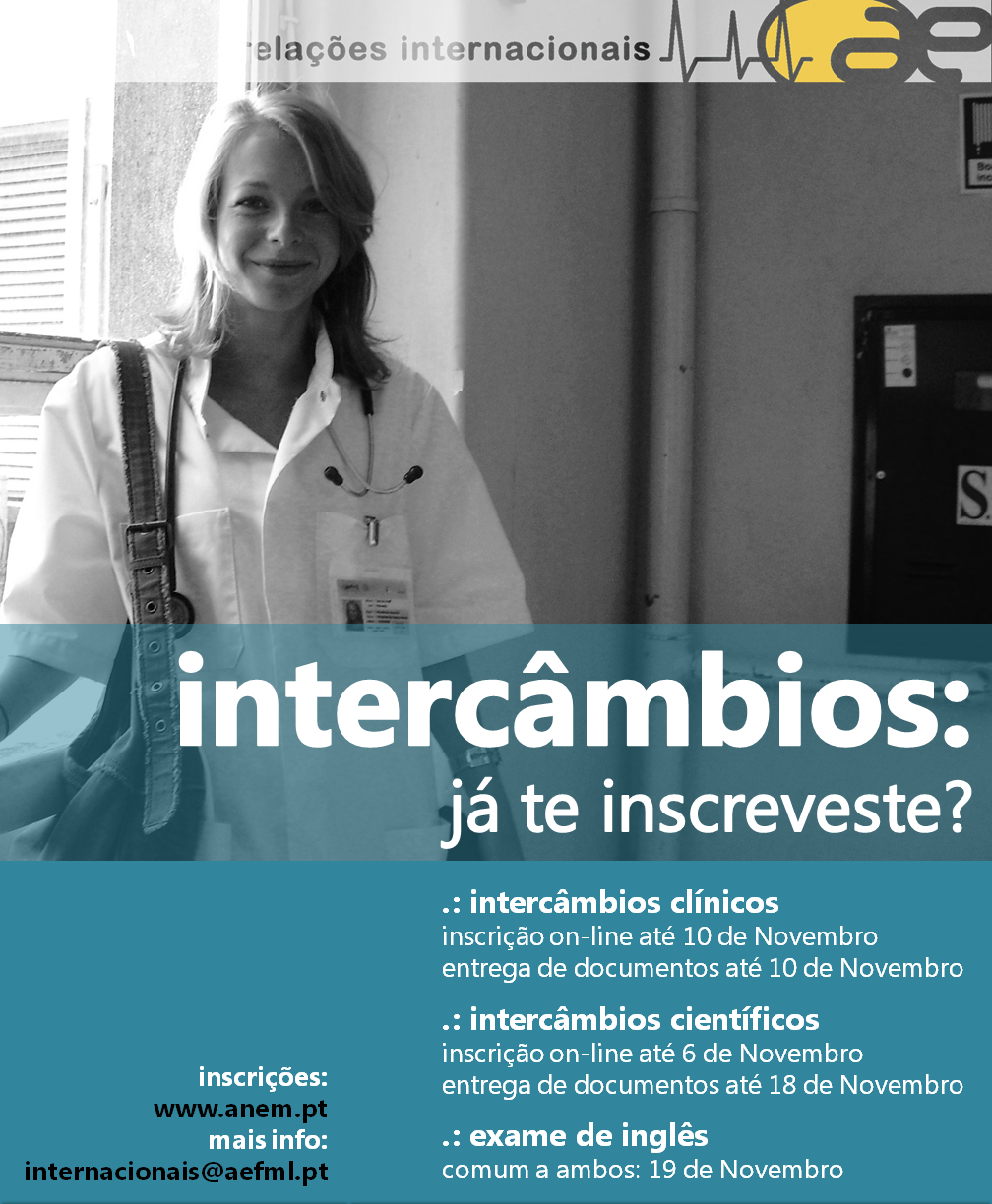
Intercâmbios AEFML

O Departamento de Relações Internacionais pretende facilitar o contacto dos estudantes com países diferentes, para que todos os alunos possam beneficiar de uma visão mais alargada do mundo, a qual pode orientar as suas decisões e vivências futuras. 
Visamos promover o conhecimento de outras realidades culturais e complementar a formação profissional e pessoal dos estudantes da FMUL através da realização de programas de mobilidade, nomeadamente os Intercâmbios Clínicos (SCOPE) e de Investigação (SCORE), o Twinning Project e o acompanhamento dos alunos ao abrigo do programa Erasmus+.  
Simultaneamente, abordamos a temática da emigração médica através da contínua atualização e divulgação do Manual For Practising Abroad (M4PA), contribuindo para que este seja uma ferramenta útil na procura de informação e no processo de tomada de decisão sobre a realização do Internato no Estrangeiro

### Departamento de Formação e Ciência
O Departamento de Formação e Ciência (DFC) surge na AEFML pelo desejo e necessidade de colmatar lacunas existentes no percurso académico dos estudantes da FMUL.
É missão deste Departamento a promoção de projetos e atividades de cariz prático e científico que complementem a formação dos estudantes da FMUL e permitam a integração de conteúdos lecionados na formação médica obrigatória.

### Departamento de Saúde Pública e Sexual

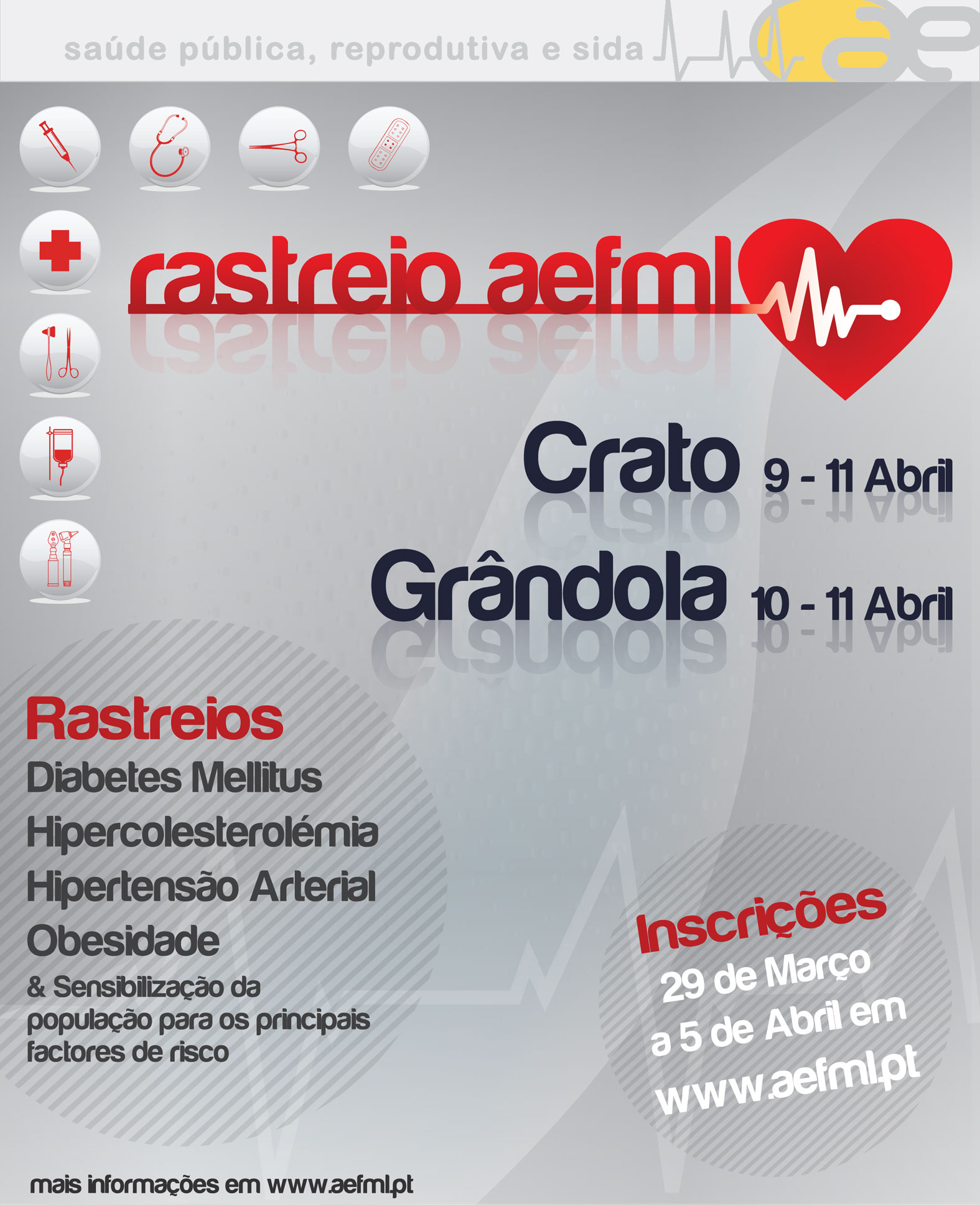
Rastreios AEFML

AEFML contribui, desde a sua génese, para o crescimento dos estudantes da FMUL, não apenas ao nível da sua Formação enquanto futuros médicos, como também a nível pessoal e humano. É neste sentido que o contacto entre pares e a Intervenção na Comunidade surgem como um dos pilares fundamentais do Departamento de Saúde Pública e Sexual 
Atualmente, em Portugal, as doenças associadas ao estilo de vida e à saúde mental são, não só das mais prevalentes, como também aquelas em que mais facilmente se pode intervir ativamente, através da sua consciencialização e prevenção. Desta forma, o investimento no conhecimento na área da Saúde Pública e na área da Saúde Sexual constituem-se uma mais-valia. 
Acreditando que os estudantes de medicina são importantes agentes de mudança, este departamento assume o compromisso de continuar a formar todos os alunos da FMUL para que possam sensibilizar, transformar e construir uma sociedade mais atenta e instruída na área da Saúde.

### Departamento Cultural e Recreativo
Para a formação de um Médico, para além do conhecimento técnico-científico e prático inerente à profissão, é essencial o desenvolvimento e revigoramento de várias dimensões humanas e sociais do estudante de Medicina. A Arte e Cultura revelam-se como importantes alicerces, não só para o crescimento pessoal e coletivo, como também para uma base académica forte. 
Assim sendo, o Departamento Cultural e Recreativo defende ser fundamental o desenvolvimento e apoio destas duas vertentes no núcleo estudantil da FMUL. Para que todos os estudantes vejam seus interesses culturais e artísticos defendidos e fomentados, compromete-se a desenvolver vários projetos nas áreas da música, dança, cinema e teatro, assim como atividades recreativas, fomentando a proatividade dos estudantes e estimulando a sua dimensão social e cultural.
Deste modo, procura aperfeiçoar e inovar, promovendo os diversos grupos artísticos da faculdade, novas iniciativas culturais e proporcionar vários eventos de caráter recreativo à comunidade estudantil da FMUL.

### Departamento de Desporto e Bem-Estar

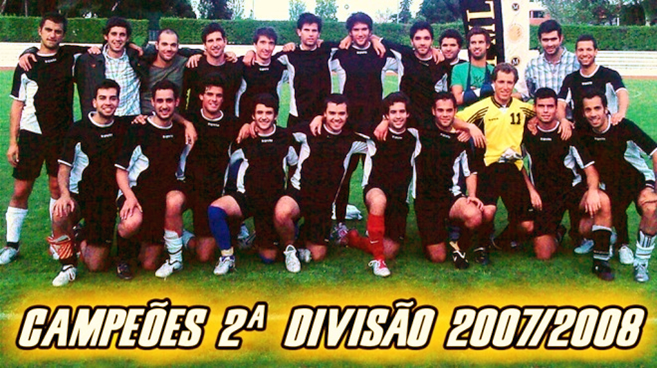
Futebol AEFML

O Desporto e a Atividade Física são indispensáveis para a promoção da Saúde, não só física, como também mental e social. Deste modo, o Departamento de Desporto e Bem-Estar compromete-se a investir na organização de eventos que incentivem a prática de exercício físico e a adoção de um estilo de vida saudável.
É também objetivo do departamento que os estudantes sejam bem representados nas modalidades que praticam, garantindo que todas as condições sejam asseguradas aos estudantes que levam o nome da Faculdade um pouco mais longe no Desporto, procurando, inclusive, consciencializar os nossos colegas da imprescindibilidade do seu apoio às Equipas e incentivar a assistência aos jogos das mesmas durante a Época Desportiva.
Procura, ainda, colmatar a lacuna que existe na formação médica nas áreas do Desporto e Bem-Estar. Tendo isso em mente, pretende-se garantir mais oportunidades que permitam expandir o conhecimento nesta área.

### Departamento de Responsabilidade e Ação Social
O Departamento de Responsabilidade e Ação Social (DRAS) assenta em três pilares fundamentais: a Ação Social, os Direitos Humanos e a Responsabilidade Ambiental. Assim, pretende contribuir para uma comunidade estudantil mais consciente dos seus deveres cívicos e mais responsável pelo ambiente, construindo um mundo melhor para as próximas gerações. Promove, anualmente, as Bolsas de Ação Social AEFML.
Numa sociedade que pede profissionais de saúde mais humanos e conscientes dos problemas das pessoas, cria oportunidades de formação cívica e de contacto com temas relacionados com os Direitos Humanos, com o intuito de promover o desenvolvimento de cidadãos mais esclarecidos, críticos, sensíveis e interventivos no mundo que nos rodeia.
Tem ainda um papel interventivo junto da comunidade académica, alertando para a urgência desta temática e sugerindo mudanças para uma comunidade mais sustentável.

### Departamento de Imagem e Divulgação

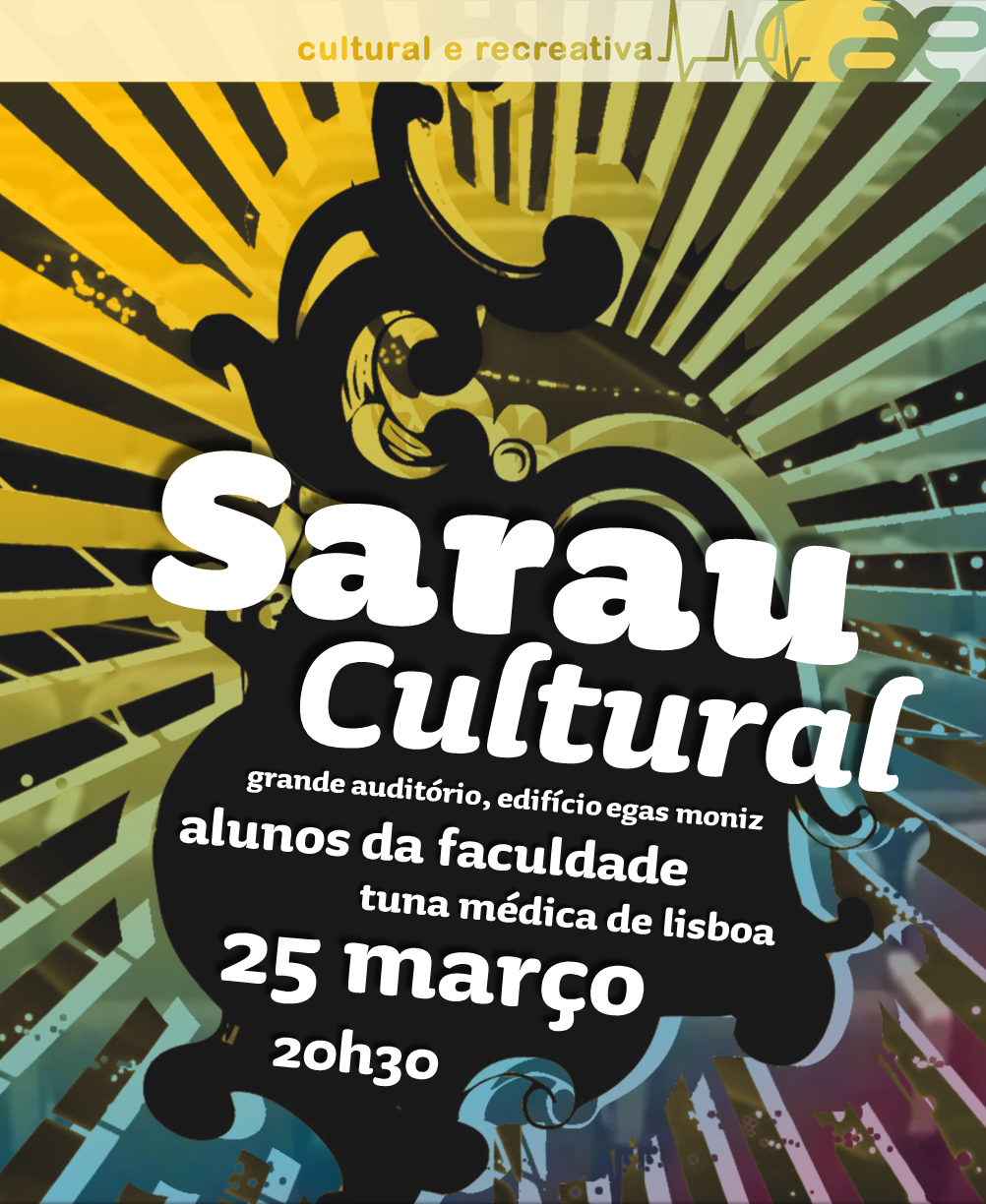
XVII Sarau Cultural AEFML

Tem como principal objetivo aproximar os estudantes de todas as atividades e assuntos que possam ser interessantes, sejam estes da AEFML ou não. Tem como principais atribuições a gestão dos meios de comunicação da associação: o sítio na internet, as mailinglists, o facebook, o Instagram e o LinkedIn.

### Secção de Tesouraria
Faz a avaliação exaustiva do estado financeiro da AEFML, assegurando a elaboração e cumprimento de um Orçamento; dota os membros da Direção de ferramentas que lhes permitam fazer a gestão autossuficiente dos seus gastos; supervisiona com regularidade a situação financeira em momentos-chave do mandato, mantendo Direção e Conselho Fiscal informados.

### Secção de Secretariado
A Secção do Secretariado da AEFML surge pela necessidade de administração, em conjunto com o Departamento de Gestão e Tesouraria, do Património e Memória Institucional da AEFML, garantindo a sua preservação e correta utilização. Desta forma, o Secretário é responsável pela elaboração das Atas Descritivas e Executivas das Reuniões de Direção da AEFML e pela instituição de momentos de arrumação e inventário do Património da AEFML. Cabe ainda ao Secretário garantir o acesso e utilização cuidados e organizados do Património da AEFML, através das Normas de Acesso e Utilização do Património da AEFML.

### Secção Editorial
Instituída na década de cinquenta, emprega directamente sete funcionários remunerados, dispondo de meios técnicos de nível profissional para a execução gráfica de publicações em vários formatos: livros, revistas, teses, pósteres, panfletos, cartões-de-visita, etc. Os seus principais clientes são: a FMUL (revista bimestral, trabalhos para departamentos), a Fundação Calouste Gulbenkian (impressão de livros diversos), o Hospital de Santa Maria (impressão de livros diversos), a Sociedade Portuguesa de Cardiologia (impressão de material de identidade corporativa), o Centro de Estudos Egas Moniz e o Instituto de Medicina Molecular (impressão de postéres).

## Núcleos autónomos
A AEFML integra uma série de Núcleos Autónomos com interesses e focos de acção específicos, gozando de autonomia administrativa e capacidade decisora própria face à Direcção. Estes são criados e extintos por deliberação da Direcção mediante proposta de um mínimo de setenta associados. Compete à generalidade os Núcleos dirigir as respectivas actividades, bem como prestar informações aos órgãos da AEFML sob a forma de relatórios de actividades e contas anuais.

### Revista Des1biga
O Des1biga é um projecto criado e desenvolvido por equipas dinâmicas e rotativas, compostas maioritariamente por estudantes da FMUL, que tem como objectivo a produção, edição e distribuição gratuita de periodicidade variável de uma revista de cariz literário e cultural, com artigos de redacção original sobre artes, política, ciência, desporto, quotidiano, etc.; e textos de produção literária valorizando a escrita criativa e o pensamento livre.

### Revista SIDE
O Núcleo Autónomo SIDE tem como objectivo a produção, edição e distribuição gratuita de periodicidade variável de uma revista de cariz cultural, com artigos de redacção original sobre música, cinema e teatro, não se esgotando nestes temas. A revista é dividida num "A.Side" e um "B.Side", sendo o primeiro recheado de artigos sobre música, cinema e teatro dirigidos a um público mais generalista, enquanto que o segundo é dirigido ao um público de gosto mais "alternativo" ou que não o seja tanto assim mas cujos interesses passem por eventos menos conhecidos do grande público. Cada metade da revista é oposta sem o ser, pois ambas estão subdivididas em "Sons", correspondendo à área de música, "Imagens", correspondendo à área de cinema e "Gestos", correspondendo à área de teatro.

### Grupo Move-te
O Move-te é composto por um grupo de alunos da FMUL que desenvolvem um projecto de voluntariado a nível local e internacional. Dirigem o seu trabalho para acções de recolha de fundos, destinados à atribuição de bolsas para a realização de voluntariado aquém e além-fronteiras. Reúnem periodicamente nas instalações da AEFML, publicitando as datas e horários dessas reuniões através da mailinglist da AEFML.
No verão de 2010 o grupo enviou cinco estudantes em missões humanitárias nomeadamente para prestar ajuda no Orfanato Casa Emanuel, na Guiné-Bissau.

### Noite da Medicina

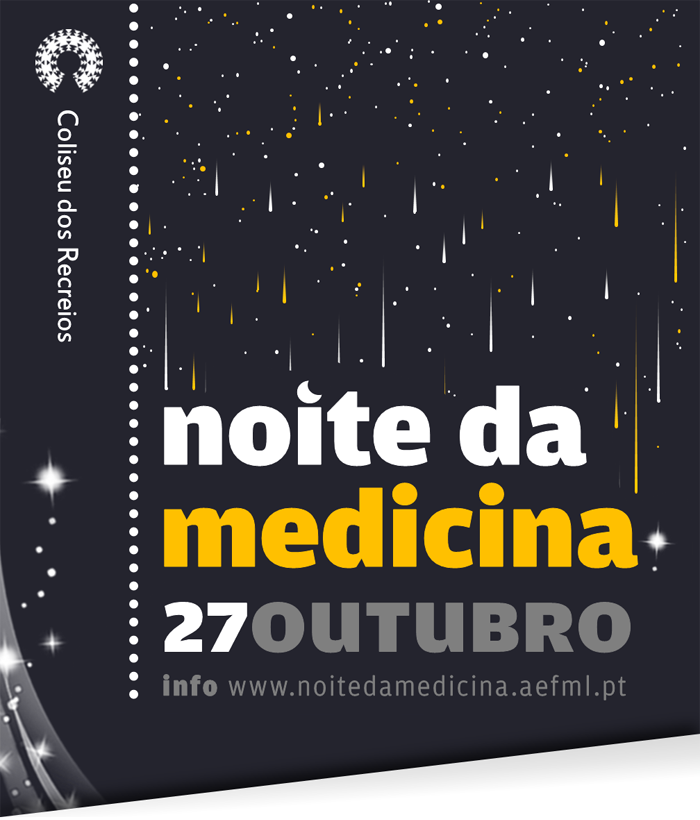
Noite da Medicina 2010

A Noite da Medicina é um espetáculo académico realizado anualmente na última semana do mês de Outubro, cabendo aos finalistas do curso de Medicina da FMUL a responsabilidade pela respetiva organização. O espetáculo conta com números de variedades musicais, dança, vídeo e atuações em palco, pretendendo interagir com o público e assumindo-se como momento de união dos estudantes da FMUL através da sátira aos aspetos do seu quotidiano.
Seguindo a melhor tradição das clássicas Récitas Estudantis do virar do século XX, a primeira edição da Noite da Medicina de que há registo tem lugar no Teatro Politeama no dia 5 de Fevereiro de 1929, assumindo a forma de um teatro de revista escrito em coplas com o título "O Que Arde… Cura!", levado à cena pelo curso de 1924/29 e pela então designada "Associação dos Estudantes de Medicina de Lisboa". No entanto, com a interdição do direito de livre associação introduzida no Estado Novo, em 1933 suspende-se a realização do espetáculo nos moldes já habituais, ressurgindo lentamente como mostra de pendor mais erudito e sobejamente mais "bem comportada" nos anos seguintes. Retoma a qualidade de espetáculo de cariz mais teatral e mordaz em 1978, na Sala de Alunos da AEFML, onde decorreu durante os seguintes 25 anos até ser transferida para o Auditório da FMDUL em 2003. Em 2005 é novamente transferida para a Aula Magna da Universidade de Lisboa, e a partir de 2008 passa a realizar-se no Coliseu dos Recreios de Lisboa, regressando enfim às origens na Rua das Portas de Santo Antão.
Com uma plateia de 3000 pessoas e intervenção em palco de cerca de 500 alunos, trata-se do maior e mais antigo espetáculo académico organizado por uma Faculdade em Portugal, e do 3.º maior espetáculo académico nacional – ultrapassado apenas pela Monumental Serenata da Associação Académica de Coimbra (realizada desde 1949 com 20.000 espetadores anuais) e pela Monumental Serenata da Federação Académica do Porto (7.500 espetadores anuais).
Além da organização do espetáculo, este Núcleo Autónomo é ainda responsável pela organização dos seguintes eventos paralelos: jantar de boas-vindas ao caloiro, desfile "Moda Caloiro" e "Registo de Dadores de Medula Óssea". Através desta iniciativa inaugurada em 2008  os alunos assumem o dever da solidariedade, incutindo esse espírito nos caloiros desde cedo ao unir forças com o Centro de Histocompatibilidade do Sul para levar a cabo um registo de Dadores de Medula Óssea na FMUL, como sensibilização para o flagelo da Leucemia.

### Ciências da Saúde
O Núcleo de Ciências da Saúde da AEFML tem como objectivo a defesa dos interesses dos estudantes da Licenciatura de Ciências da Saúde da Universidade de Lisboa na vida escolar e na sociedade em geral, bem como a salvaguarda e promoção da integração dos estudantes na vida universitária e académica, contribuindo para a sua formação humana, científica, cultural e física. Desde a sua fundação, já organizou o I Simpósio de Ciências da Saúde.

## Principais actividades

### Hospital dos Pequeninos

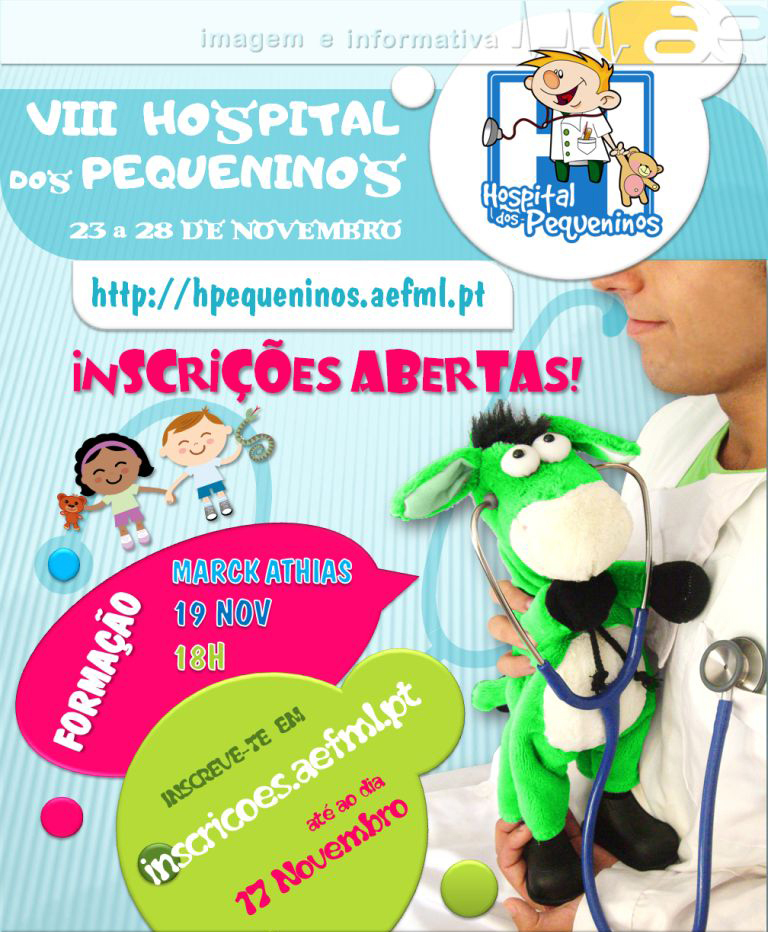
VIII Hospital dos Pequeninos

O Hospital dos Pequeninos é uma actividade que conta com a colaboração de alunos de Enfermagem, Medicina, Medicina Dentária, Ciências Farmacêuticas e Nutrição, que, através das respectivas Associações de Estudantes, num trabalho conjunto, permitem a recepção de cerca de 2000 crianças no evento. 
O objectivo deste projecto iniciado em 2003 é o de, através de um jogo de representação, reduzir a ansiedade que as crianças sentem quando confrontadas com a presença de um profissional de saúde, ao mesmo tempo que se proporciona uma actividade de aprendizagem sobre noções básicas de saúde. A participação neste projecto representa também uma mais valia para os estudantes das ciências médicas, na medida em que podem contribuir para a aprendizagem destas crianças e desenvolver a sua empatia com crianças desta idade. 
O Hospital dos Pequeninos funciona através de um percurso que inclui: Sala de Espera, Triagem, Consulta, Análises, Radiologia, Cirurgia e Sala de Tratamentos. Segue-se a Farmácia, a Consulta de Medicina Dentária e a de Nutrição. Após este trajecto, cada criança recebe um certificado de participação, um saco com um lanche e ainda um conjunto de prendas e bens alimentares que são oferecidos às escolas para posterior distribuição pelas crianças.

### Olimpíadas da Medicina
As Olimpíadas da Medicina são o maior evento desportivo e social da AEFML, sendo, a par da Noite da Medicina e do Magusto de São Martinho, um dos eventos mais mediáticos e participados da vida estudantil da FMUL. A sua história tem início no ano de 1994, data em que se realiza no Estádio Universitário de Lisboa a sua primeira edição. Com o passar dos anos e o crescente número de participantes, as Olimpíadas vão também elas crescendo, passando primeiro por Tróia, depois por Pedras D'el Rey (Tavira), pela Praia da Rocha (Portimão), por Chiclana de la Frontera (Cádiz), pela Balaia (Albufeira) e pela Meia Praia (Lagos). A escolha da cidade anfitriã é sempre condicionada pela oferta hoteleira das localidades, havendo muito poucas aquém e além fronteiras capazes de alojar a um preço acessível o seu grande grupo de alunos – 1251 pessoas no ano-record de 2011.

#### Programa Social

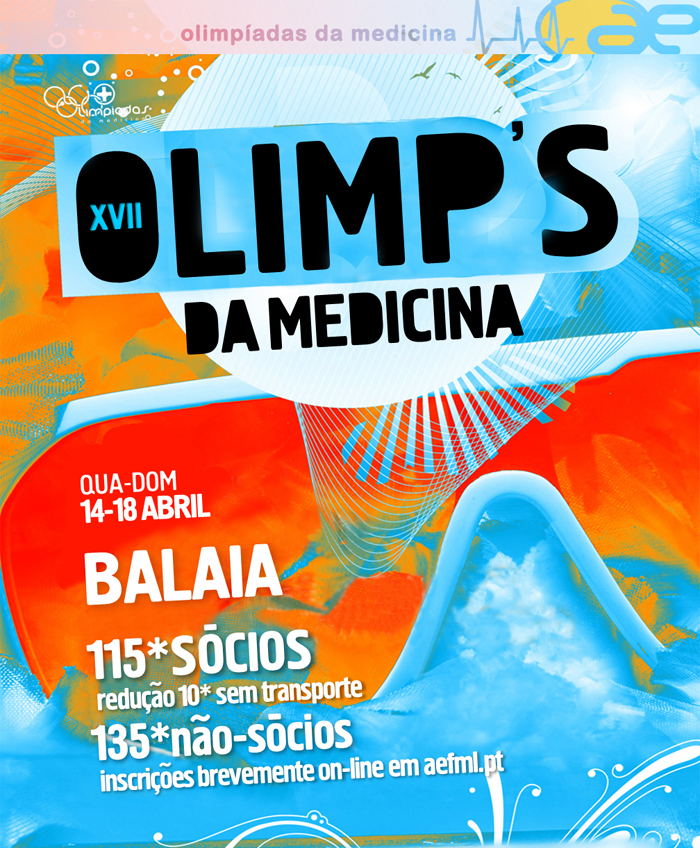
XVII Olimpíadas da Medicina

O programa social é constituído por festas temáticas organizadas em parceria com discotecas, estações de radiodifusão e marcas comerciais durante quatro noites consecutivas, sempre em espaços providenciados exclusivamente para esse efeito, como tendas-gigantes ou festas de praia, com a actuação de nomes do universo musical português como Quim Barreiros, DJ Diego Miranda, DJ Pedro Cazanova, DJ Mariana Couto, Makongo, entre outros.

#### Programa Desportivo
Do programa desportivo constam torneios inter-anos de:
- Basquetebol (masculino e feminino)
- Futebol de sete (masculino)
- Futsal (feminino)
- Voleibol (misto)
- Paintball (misto)
- Jogo da Corda (misto)
- Estafetas (misto)
- Quiz de cultura geral (misto)

## Instalações

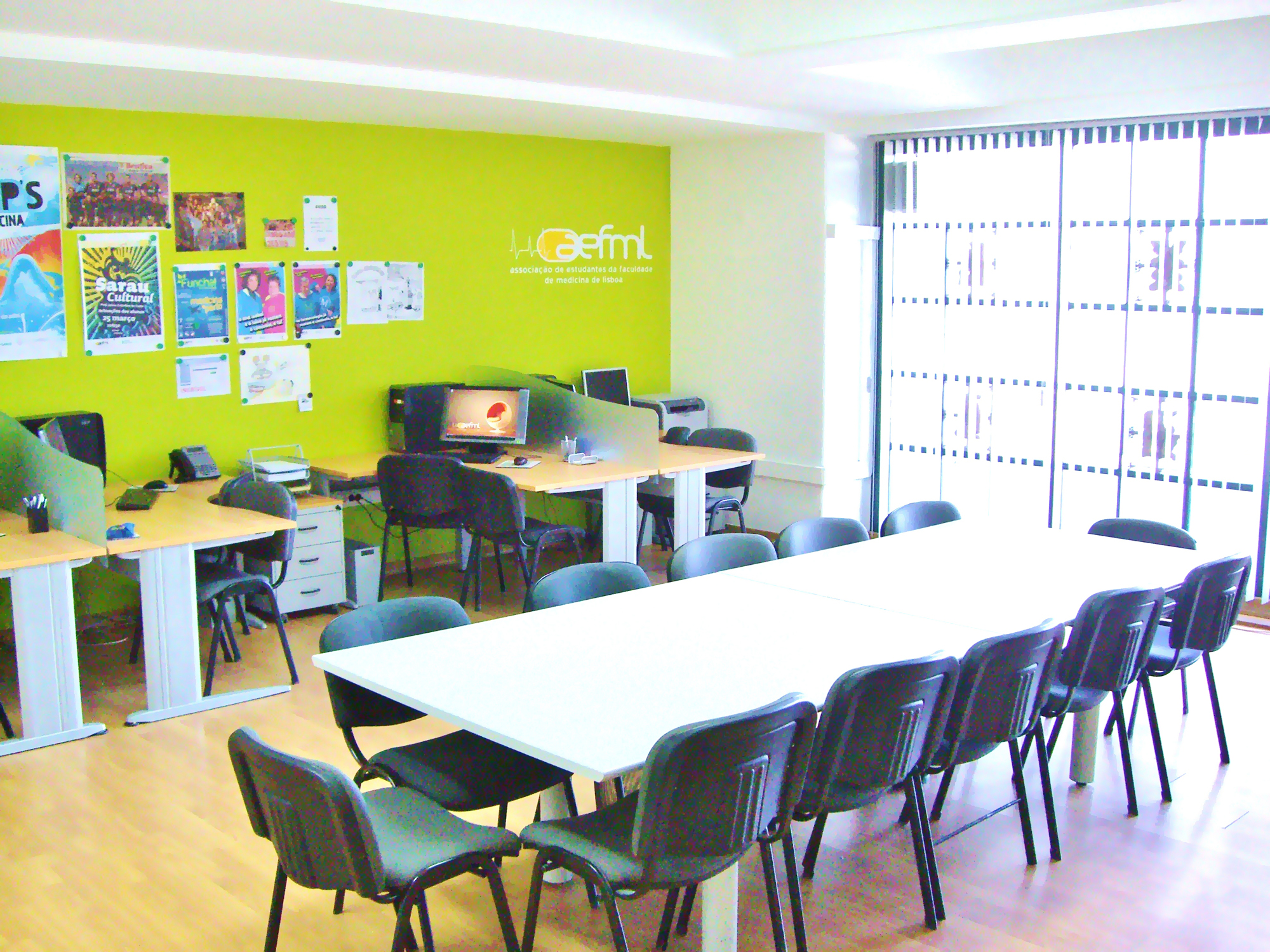
Sala da Direção da AEFML

A AEFML tem a sua sede em pleno edifício do Hospital de Santa Maria, na antiga freguesia do Campo Grande, actualmente freguesia de Alvalade, em Lisboa, ocupando mais de 1400m² em:
- salas e gabinetes administrativos;
- salas para reuniões dos seus núcleos autónomos;
- sala informática;
- sala de estudo Professor Doutor Eduardo Coelho;
- sala de aula para cursos;
- sala de convívio;
- salas de arquivo;
- secção gráfica editorial própria;
- espaços comerciais concessionados.

## Lista de Presidentes
| Mandato   | Presidente                  |
| --------- | --------------------------- |
| 2023-2024 | Ana Raquel Rodrigues        |
| 2022-2023 | Duarte Tude Graça           |
| 2021-2022 | João Martins                |
| 2020-2021 | António Velha               |
| 2019-2020 | José Rodrigues              |
| 2018-2019 | Andreia Daniel              |
| 2017-2018 | Teresa Valido               |
| 2016-2017 | Rafael Inácio               |
| 2015-2016 | José Almeida Correia        |
| 2014-2015 | Tomás Neto da Silva         |
| 2013-2014 | Maria Guilhermina Pereira   |
| 2012-2013 | Miguel Almeida              |
| 2011-2012 | Francisco Goiana da Silva   |
| 2010-2011 | Nuno Gaibino                |
| 2009-2010 | Diogo Medina de Sousa       |
| 2008-2009 | Gonçalo Envia               |
| 2007-2008 | Rui Domingos                |
| 2006-2007 | Gonçalo Cruz                |
| 2005-2006 | Philip Fortuna              |
| 2004-2005 | Ana Rita Vicente            |
| 2003-2004 | Patrícia Patrício Silva     |
| 2002-2003 | Anabela Serranito           |
| 2001-2002 | Daniela Cunha               |
| 2000-2001 | António Francisco           |
| 1999-2000 | Joana Fernandes             |
| 1998-1999 | Joana Fernandes             |
| 1997-1998 | Ana Cristina Cordeiro       |
| 1996-1997 | Pedro Sarmento              |
| 1995-1996 | Ana Cristina Cordeiro       |
| 1994-1995 | Maria Gabriela Alves        |
| 1993-1994 | Sérgio Baptista             |
| 1992-1993 | Maria João Dias             |
| 1991-1992 | José Fonseca                |
| 1990-1991 | Carlos Moura                |
| 1989-1990 | Carlos Moura                |
| 1988-1989 | Manuel Caneira              |
| 1987-1988 | Alexandre Valentim Lourenço |
| 1986-1987 | Rui Portugal                |

## Federações
A AEFML é umas das associações fundadoras da Associação Nacional de Estudantes de Medicina (ANEM/PorMSIC), através da qual tem representação na cena internacional na Federação Internacional de Associações de Estudantes de Medicina (IFMSA). É ainda membro da Associação Europeia de Estudantes de Medicina (EMSA), da Associação Nacional de Estudantes de Nutrição (ANEN), da Associação Desportiva do Ensino Superior de Lisboa (ADESL), a Federação Académica do Desporto Universitário (FADU).
A AEFML é umas das associações fundadoras da Associação Académica de Lisboa (AAL, que funcionou inicialmente nas instalações da AEFML).